# プリューファー群

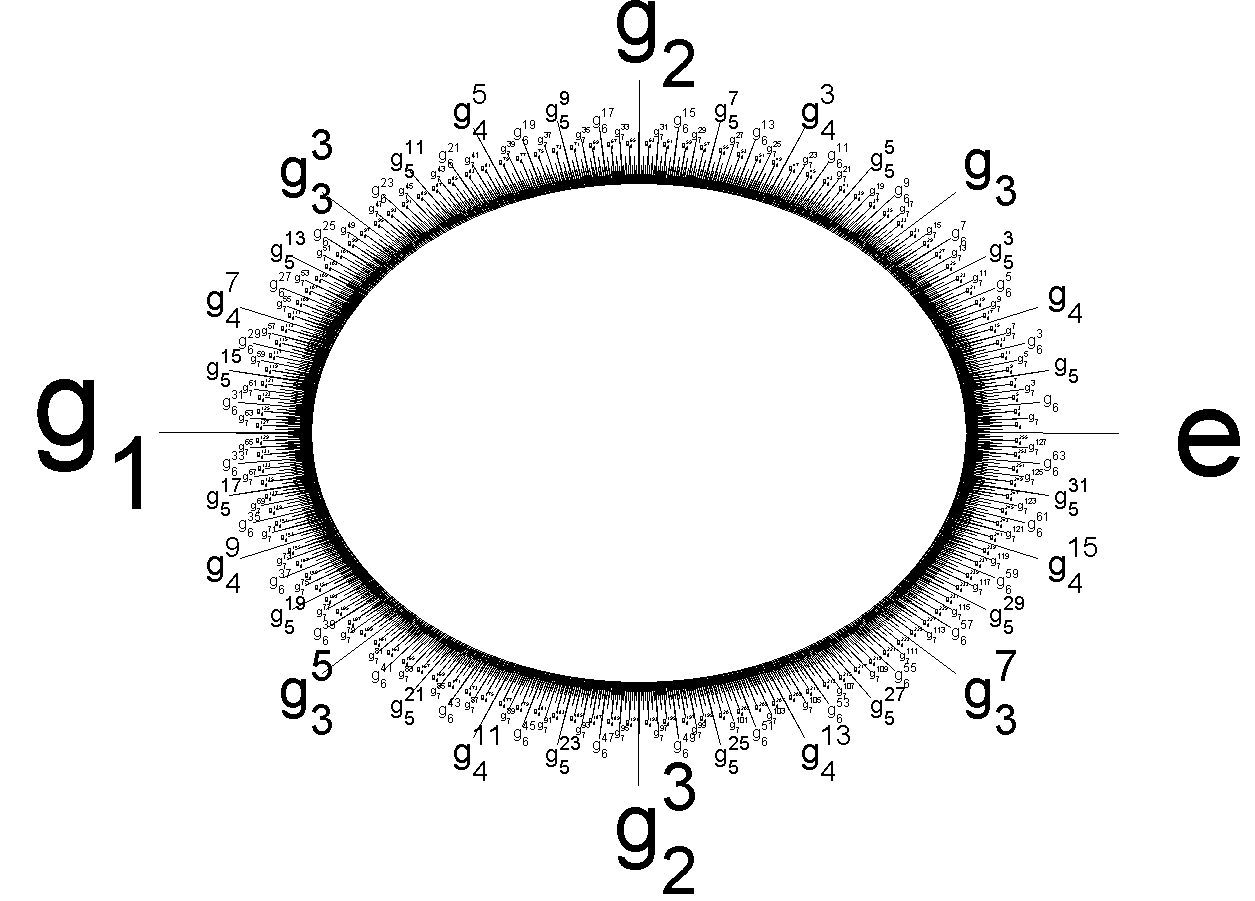
プリューファー 2-群。⟨g_{n} : g_{n+1}^{2} = g_{n}, g_{1}^{2} = e⟩

数学、とくに群論において、素数 p に対して、プリューファー p 群 (Prüfer p-group) あるいは p 準巡回群 (p-quasicyclic group) あるいは p∞ 群 (p∞-group)、Z(p∞) とは、すべての元が p 個の相異なる p 乗根を持つような唯一の p-群である。群の名前はハインツ・プリューファー (Heinz Prüfer) にちなんでいる。無限アーベル群を分類する助けになる可算アーベル群である。

## Z(p∞)の構成
プリューファー p 群は円周群 U(1) の部分群であって n がすべての非負の整数 Z+ を走るときのすべての 1 の pn 乗根からなるものと同一視できる：
{\displaystyle \mathbf {Z} (p^{\infty })=\{\exp(2\pi im/p^{n})\mid m\in \mathbf {Z} ^{+},\,n\in \mathbf {Z} ^{+}\}.}
ここで群の演算は複素数の乗法である。
あるいは、プリューファー p 群は商群 Q/Z の、位数が p の冪のすべての元からなるシロー p 部分群と見ることもできる：
{\displaystyle \mathbf {Z} (p^{\infty })=\mathbf {Z} [1/p]/\mathbf {Z} }
（ここで Z[1/p] は、分母が pの冪であるようなすべての有理数からなる群、群演算は有理数の加法、を表す）。
次のように書くこともできる：
{\displaystyle \mathbf {Z} (p^{\infty })=\mathbf {Q} _{p}/\mathbf {Z} _{p}}
ここで Qp は p 進数の加法群を表し、Zp はその p 進整数からなる部分群である。
次のような表示がある：
{\displaystyle \mathbf {Z} (p^{\infty })=\langle \,g_{1},g_{2},g_{3},\ldots \mid g_{1}^{p}=1,g_{2}^{p}=g_{1},g_{3}^{p}=g_{2},\dots \,\rangle .}
ここで、Z(p∞) の群演算は乗法的に書かれている。

## 性質
すべての素数 p に対するプリューファー p 群は部分群が包含によって全順序付けられている唯一の無限群である：
{\displaystyle 0\subset \left({1 \over p}\mathbf {Z} \right)/\mathbf {Z} \subset \left({1 \over p^{2}}\mathbf {Z} \right)/\mathbf {Z} \subset \left({1 \over p^{3}}\mathbf {Z} \right)/\mathbf {Z} \subset \cdots \subset \mathbf {Z} (p^{\infty })}
（ここで {\textstyle ({1 \over p^{n}}\mathbf {Z} )/\mathbf {Z} } は pn 個の元を持つ Z(p∞) の巡回部分群である。位数が pn を割り切るような Z(p∞) の元全体からなり、1 の pn 乗根の集合に対応する。）この包含の列はプリューファー p 群を有限部分群の直極限として表現する。プリューファー p 群は極大部分群をもたないから、自分自身がフラッティーニ部分群である。
部分群のこのリストが与えられると、プリューファー p 群が直既約である（真の部分群の直和として書けない）ことは明らかである。さらに次のことが正しい。プリューファー p 群は subdirectly irreducible である。アーベル群が subdirectly irreducible であることと有限巡回 p 群あるいはプリューファー群に同型であることは同値である。
プリューファー p 群は局所巡回な（元の任意の有限集合が巡回群を生成する）唯一の無限 p 群である。上で見たように、Z(p∞) のすべての真の部分群は有限である。一方、この性質を持った無限アーベル群はプリューファー p 群だけである。 
プリューファー p 群は可除である。可除群の分類で重要な役割を果たす。有理数とプリューファー群は共に最も単純な可除群である。正確にはアーベル群が可除であることと Q の（無限個でもよい）コピーたちと各素数 p に対して Z(p∞) の（無限個でもよい）コピーたちの直和であることは同値である。この直和に使われる Q と Z(p∞) のコピーの数は同型を除いて可除群を決定する。
アーベル群として（つまり Z 加群として）、Z(p∞) はアルティン加群であるがネーター加群ではない。したがって Z(p∞) はすべてのアルティン加群はネーター加群であるという命題の反例を与える（一方すべてのアルティン環はネーター環である）。
Z(p∞) の自己準同型環は p 進整数の環 Zp に同型である。
局所コンパクト位相群の理論において、プリューファー p 群（に離散位相を入れたもの）は p 進整数のコンパクト群のポントリャーギン双対であり、p 進整数の群はプリューファー p 群のポントリャーギン双対である。